# (2743) Chengdu
(2743) Chengdu ist ein Asteroid des Hauptgürtels, der am 21. November 1965 am Purple-Mountain-Observatorium in Nanjing entdeckt wurde.
Benannt ist der Asteroid nach der Stadt Chengdu, Hauptstadt der chinesischen Provinz Sichuan.